# 懸賞なび
『懸賞なび』（けんしょうなび）は、白夜書房が発行する日本唯一の懸賞を専門とした雑誌。毎月22日発売。

## 沿革
出典→
- 1995年（平成7年）5月 - 前身雑誌『賞とるマガジン』が増刊号として発売。当時はB6判の公募情報誌で、表紙は秋山孝が担当。
- 1996年（平成8年）8月9日 - 『賞とるマガジン』がB5判のプレゼント&公募情報誌となる。
- 1997年（平成9年）7月 - オーディション雑誌『AUDITION』が『賞とるマガジン』から独立。
- 2003年（平成15年）
  - 1月22日 - 懸賞情報専門の『懸賞なび』増刊号が試験発売。
  - 6月22日 - 『懸賞なび』が『賞とるマガジン』から正式に独立する形で創刊。
- 2018年（平成30年）9月22日 - リニューアル（同時にB5判からA4判に改められる）。公式キャラクター『お祈りねこ こがねちゃん』が登場。

## かつて発売されていた増刊号
- 懸賞なびプラス（2005年（平成17年）9月発売）[1]
- 開運 懸賞なび（2006年（平成18年）8月発売）[1]
- 懸賞"食"なび（2016年（平成28年）10月発売）[1]